# Oblężenie Zary
Oblężenie Zary (hr. Zadar) (13-24 listopada 1202) – pierwsza bitwa IV wyprawy krzyżowej.
Armia krzyżowców przybyła do Wenecji latem 1202 roku. Była o wiele mniejsza niż zakładano i nie posiadała funduszy na zapłatę weneckiej flocie za transport przez morze Śródziemne. Doża Enrico Dandolo postanowił to wykorzystać. Wenecja prowadziła intratną wymianę handlową z Egiptem, a jej potencjalny udział w krucjacie mógłby naruszyć dobre stosunki z tym państwem. Dandolo zaproponował krzyżowcom odroczenie opłaty za przewóz w zamian za zdobycie razem z wojskami weneckimi dalmatyńskiego portu Zara, dawnej kolonii weneckiej, znajdującej się obecnie pod zwierzchnictwem króla Węgier (od roku 1186). 
Ta część wojska krzyżowego, która zgodziła się spełnić żądanie Wenecjan, wypłynęła z Wenecji 8 października 1202 i 10 listopada tego roku dotarła na redę portu w Zadarze. Tutaj relacje kronikarzy się rozbiegają – Robert de Clari twierdzi, że miasto bez walki poddało się krzyżowcom i Wenecjanom, natomiast Gotfryd z Villehardouin szczegółowo opisał przebieg walk o Zadar. Tak więc według niego oblężenie zaczęło się 13 listopada, a zakończyło 24 listopada 1202 roku zdobyciem miasta przez krzyżowców i Wenecjan. Atak na Zadar potępił papież, ekskomunikując krzyżowców. Niedługo później, na ich prośbę, udzielił Frankom rozgrzeszenia. Wenecjanie pozostali ekskomunikowani, co wytworzyło kuriozalną sytuację, w której część krzyżowców była wyłączona z Kościoła. Uznając ryzyko zimowej żeglugi za zbyt wielkie, zwycięskie wojska pozostały na zimę w Zadarze. Natomiast flota flandryjska pod wodzą Jana z Nesle zimowała w Marsylii. 